# Roxanne Hall
Roxanne Hall (nascida em 17 de março de 1976) é uma atriz pornográfica inglesa. Iniciou sua carreira na indústria de filmes adultos em 1994, aos 18 anos de idade, e desde então, apareceu em mais de 400 filmes.

## Prêmios e indicações
| Ano  | Prêmio                  | Filme           | Resultado | Ref.  |
| ---- | ----------------------- | --------------- | --------- | ----- |
| 1999 | Best All-Girl Sex Scene | Buttslammers 16 | Venceu    | [ 2 ] |